# Hunters Creek
Hunters Creek – jednostka osadnicza w Stanach Zjednoczonych, w stanie Floryda, w hrabstwie Orange.